# Primera División Uruguaya 1985
Il campionato era formato da tredici squadre e il Peñarol vinse il titolo.

## Classifica finale
| Pos. | Squadra              | G  | V  | N  | P  | GF | GS | Punti |
| ---- | -------------------- | -- | -- | -- | -- | -- | -- | ----- |
| 1    | Peñarol              | 24 | 12 | 8  | 4  | 35 | 16 | 32    |
| 2    | Montevideo Wanderers | 24 | 9  | 10 | 5  | 26 | 16 | 28    |
| 3    | Cerro                | 24 | 8  | 11 | 5  | 28 | 26 | 27    |
| 4    | River Plate          | 24 | 8  | 11 | 5  | 25 | 24 | 27    |
| 5    | Nacional             | 24 | 9  | 8  | 7  | 26 | 24 | 26    |
| 6    | Progreso             | 24 | 7  | 11 | 6  | 24 | 23 | 25    |
| 7    | Rampla Juniors       | 24 | 8  | 8  | 8  | 21 | 24 | 24    |
| 8    | Central Español      | 24 | 6  | 11 | 7  | 24 | 26 | 23    |
| 9    | Sud América          | 24 | 9  | 4  | 11 | 31 | 34 | 22    |
| 10   | Huracán Buceo        | 24 | 6  | 10 | 8  | 24 | 27 | 22    |
| 11   | Danubio              | 24 | 8  | 5  | 11 | 36 | 33 | 21    |
| 12   | Defensor             | 24 | 5  | 8  | 11 | 18 | 32 | 18    |
| 13   | Bella Vista          | 24 | 5  | 7  | 12 | 19 | 32 | 17    |

G = Partite giocate; V = Vittorie; N = Nulle/Pareggi; P = Perse; GF = Goal fatti; GS = Goal subiti; 

## Classifica marcatori
| Gol |  |  | Giocatore         | Squadra |
| --- |  |  | ----------------- | ------- |
| 13  |  |  | Antonio Alzamendi | Peñarol |